# Liste von Kriegsgräberstätten
Die Liste von Kriegsgräberstätten umfasst Kriegsgräberstätten für gefallene, im Lazarett oder in Kriegsgefangenschaft verstorbene Soldaten, umgekommene Zwangsarbeiter, Bombenopfer und sonstige Kriegsopfer weltweit. Sie erhebt keinen Anspruch auf Vollständigkeit.

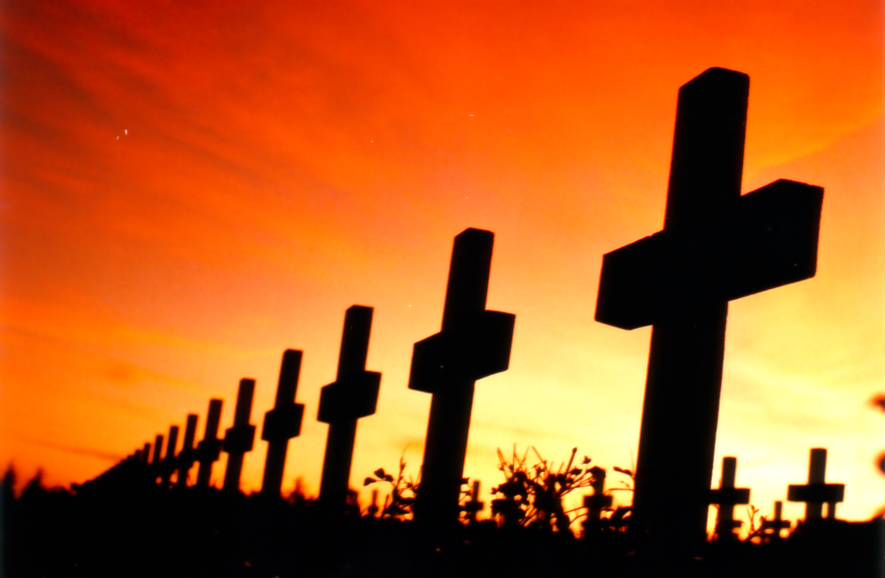
Kreuze auf dem Soldatenfriedhof Douaumont

## Verzeichnis

### Afghanistan
| Bezeichnung            | Ortschaft | Beschreibung                                            | Foto |
| ---------------------- | --------- | ------------------------------------------------------- | ---- |
| British Cemetery Kabul | Kabul     | 150 Gräber britischer Soldaten aus dem 19. Jahrhundert. |      |

### Ägypten
| Bezeichnung                            | Ortschaft         | Beschreibung | Foto |
| -------------------------------------- | ----------------- | --- | ---- |
| El Alamein Military Cemetery           | el-Alamein        | 7.240 Gräber von Commonwealth-Angehörigen des Zweiten Weltkrieges (815 namenlos). Zudem 102 Gräber anderer Nationalitäten. |      |
| Deutsche Kriegsgräberstätte El Alamein | el-Alamein        | 4.213 deutsche Gefallene des Zweiten Weltkrieges sowie 30 Tote des Ersten Weltkrieges.                                     |      |
| Heliopolis War Cemetery                | Heliopolis, Kairo | 1788 Gefallene des Zweiten Weltkrieges aus dem Commonwealth.                                                               |      |

### Albanien
| Bezeichnung                       | Ortschaft | Beschreibung                                            | Foto |
| --------------------------------- | --------- | ------------------------------------------------------- | ---- |
| Deutscher Soldatenfriedhof Tirana | Tirana    | 56 Gräber deutscher Soldaten aus dem Zweiten Weltkrieg. |      |

### Algerien
| Bezeichnung               | Ortschaft                                              | Beschreibung                                                           | Foto |
| ------------------------- | ------------------------------------------------------ | ---------------------------------------------------------------------- | ---- |
| Bone War Cemetery         | 5 km westlich Annaba an der N 44 Richtung Constantine  | 854 Gräber (18 namenlos) alliierter Soldaten aus dem Zweiten Weltkrieg |      |
| Dely Ibrahim War Cemetery | 10 km südwestlich Algiers an der Straße Richtung Blida | 564 Gräber alliierter Soldaten aus dem Zweiten Weltkrieg               |      |

### Argentinien
| Bezeichnung                | Ortschaft    | Beschreibung | Foto |
| -------------------------- | ------------ | --- | ---- |
| Cementerio de la Chacarita | Buenos Aires | Ein Grab eines Commonwealth-Soldaten aus dem Ersten und elf Gräber aus dem Zweiten Weltkrieg. Auf dem deutschen Teil des Friedhofs liegt das Grab von Hans Langsdorff, Kapitän des deutschen Panzerschiffs Admiral Graf Spee. |      |

### Armenien
| Bezeichnung                      | Ortschaft | Beschreibung                                    | Foto |
| -------------------------------- | --------- | ----------------------------------------------- | ---- |
| Kriegsgefangenenfriedhof Abowjan | Abowjan   | 97 Gräber von Kriegsgefangenen in Bergkarabach. |      |

### Aserbaidschan
| Bezeichnung                           | Ortschaft    | Beschreibung                                        | Foto |
| ------------------------------------- | ------------ | --------------------------------------------------- | ---- |
| Kriegsgefangenenfriedhof Baku         | Baku         | Gräber von circa 80 Kriegsgefangenen.               |      |
| Kriegsgefangenenfriedhof Chanlar I    | Göygöl       | Gräber von 909 Kriegsgefangenen, davon 546 Deutsche |      |
| Kriegsgefangenenfriedhof Chanlar II   | Göygöl       | Dt. Gräber von 51 Kriegsgefangenen                  |      |
| Kriegsgefangenenfriedhof Daschkesan   | Göygöl       | Dt. Gräber von 17 Kriegsgefangenen                  |      |
| Kriegsgefangenenfriedhof Dshafarchan  | Dshafarchan  | Dt. Gräber von 237 Kriegsgefangenen                 |      |
| Kriegsgefangenenfriedhof Gändschä I   | Gändschä     | Dt. Gräber von 160 Kriegsgefangenen                 |      |
| Kriegsgefangenenfriedhof Gändschä II  | Gändschä     | Dt. Gräber von 240 Kriegsgefangenen                 |      |
| Kriegsgefangenenfriedhof Mingetschaur | Mingetschaur | Dt. Gräber von 1126 Kriegsgefangenen                |      |
| Kriegsgefangenenfriedhof Sumgait      | Sumgait      | Dt. Gräber von 311 Kriegsgefangenen                 |      |

### Australien
| Bezeichnung                  | Ortschaft        | Beschreibung | Foto |
| ---------------------------- | ---------------- | --- | ---- |
| Perth War Cemetery and Annex | Perth            | 16 Gräber von Commonwealth-Angehörigen des Ersten, 475 des Zweiten Weltkriegs. In einem separaten Teil 7 Gräber niederländischer Soldaten. |      |
| Wagga Wagga War Cemetery     | Wagga Wagga      | 82 Gräber von australischen Armee- und Luftwaffenangehörigen des Zweiten Weltkriegs.                                                       |      |
| Kriegsgräberstätte Tatura    | Tatura, Victoria | 251 Deutsche Kriegsgräber des Ersten und Zweiten Weltkrieges von Kriegsgefangenen                                                          |      |

### Bahamas
| Bezeichnung         | Ortschaft                                                                    | Beschreibung                                                           | Foto |
| ------------------- | ---------------------------------------------------------------------------- | ---------------------------------------------------------------------- | ---- |
| Nassau War Cemetery | Nassau (Bahamas). Nahe der Farrington Road im Oakesfield District von Nassau | 60 Gräber von Commonwealth-Soldaten des Ersten und Zweiten Weltkriegs. |      |

### Bangladesch
| Bezeichnung                          | Ortschaft  | Beschreibung | Foto |
| ------------------------------------ | ---------- | ------------ | ---- |
| Chittagong Commonwealth War Cemetery | Chittagong |              |      |

### Belgien
| Bezeichnung                                                           | Ortschaft                            | Beschreibung | Foto |  |
| --------------------------------------------------------------------- | ------------------------------------ | --- | ---- |  |
| Deutscher Soldatenfriedhof Recogne-Bastogne                           | Recogne bei Bastogne                 | Deutscher Soldatenfriedhof des Zweiten Weltkriegs mit 6.804 Angehörigen der Wehrmacht.                                                                           |      |  |
| Soldatenfriedhof Koelberg                                             | Geluwe                               | Ein kleiner deutscher Soldatenfriedhof des Ersten Weltkriegs, 1958 aufgehoben.                                                                                   |      |  |
| US-Soldatenfriedhof Henri-Chapelle                                    | Henri-Chapelle                       | Auf dem Friedhof liegen 7.989 gefallene Soldaten aus dem Zweiten Weltkrieg.                                                                                      |      |  |
| Deutscher Soldatenfriedhof Hooglede                                   | Hooglede                             | Hier liegen 8.241 umgekommene deutsche Soldaten des Ersten Weltkriegs.                                                                                           |      |  |
| Deutscher Soldatenfriedhof Langemark                                  | Langemark                            | Nach Umbettungen heute ein Friedhof für 44.324 deutsche Soldaten des Ersten Weltkriegs.                                                                          |      |  |
| Poelkapelle British Cemetery                                          | Langemark-Poelkapelle                | Hier liegen 7.478 Soldaten der Truppen des britischen Commonwealth aus dem Ersten Weltkrieg.                                                                     |      |  |
| Deutscher Soldatenfriedhof Lommel                                     | Lommel                               | 39.000 deutsche Soldaten wurden hier bestattet, vorwiegend aus dem Zweiten Weltkrieg (zwischen 1946 und 1959 umgebettet), darunter 542 aus dem Ersten Weltkrieg. |      |  |
| Fort Loncin                                                           | Lüttich                              | Viele der Toten wurden nie geborgen. Das Fort ist heute selbst eine Kriegsgräberstätte.                                                                          |      |  |
| Deutscher Soldatenfriedhof Menen                                      | Menen                                | Hierhin wurden etwa 48.000 gefallene deutsche Soldaten des Ersten Weltkriegs umgebettet. Insgesamt wurden 232 Friedhöfe aufgelassen.                             |      |  |
| Soldatenfriedhof Saint-Symphorien                                     | Mons                                 | Hier ruhen 513 gefallene deutsche und alliierte Soldaten aus dem Ersten Weltkrieg.                                                                               |      |  |
| Ardennes American Cemetery and Memorial                               | Neupré, Ortsteil Neuville-en-Condroz | Gräberstätte für 5.328 amerikanische Soldaten, die im Zweiten Weltkrieg hier gefallen sind.                                                                      |      |  |
| Tyne Cot Commonwealth War Graves Cemetery and Memorial to the Missing | Passendale (Zonnebeke)               | Grabstätte für 11.961, sowie Erinnerungsstätte für 35.000 vermisste Soldaten aus den Ländern des heutigen Commonwealth, die im Ersten Weltkrieg starben.         |      |  |
| Deutscher Soldatenfriedhof Vladslo                                    | Vladslo                              | Hier sind die Gräber von 25.644 deutschen Soldaten des Ersten Weltkriegs (zwischen 1956 und 1958 umgebettet).                                                    |      |  |
| Sanctuary Wood Cemetery                                               | Ypern                                | Hier befinden sich etwa 637 Gräber von alliierten Soldaten des Ersten Weltkriegs.                                                                                |      |  |

### Brasilien
| Bezeichnung             | Ortschaft                                            | Beschreibung                                                                                                 | Foto |
| ----------------------- | ---------------------------------------------------- | --- | ---- |
| Gamboa British Cemetery | Rio de Janeiro, Stadtteil Gamboa in der Zona Central | Hier befinden sich acht Gräber britischer Soldaten aus dem Ersten und vier Gräber aus dem Zweiten Weltkrieg. |      |

### Bulgarien
| Bezeichnung                            | Ortschaft      | Beschreibung | Foto |
| -------------------------------------- | -------------- | --- | ---- |
| Deutscher Soldatenfriedhof Goce Delcev | Goze Deltschew | Hier befinden sich 180 dt. Soldaten des Zweiten Weltkrieges.                                                                       |      |
| Soldatenfriedhof Marino Pole           | Marino Pole    | 353 Tote des Zweiten Weltkrieges                                                                                                   |      |
| Soldatenfriedhof Petric                | Petritsch      | Innerhalb des Stadtfriedhofes, 111 Tote des 2. und 60 Tote des 1. Weltkrieges                                                      |      |
| Soldatenfriedhof Plewen                | Plewen         | 16 Tote des 1. und 4 Tote des 2. Weltkrieges                                                                                       |      |
| Soldatenfriedhof Sandanski             | Sandanski      | 35 Soldaten des 1. Weltkrieg |      |
| Deutscher Soldatenfriedhof Sofia       | Sofia          | 278 Soldaten 1. Weltkrieg und 64 Soldaten vom 2. Weltkrieg. Hier sind Tafeln für alle in Bulgarien gestorbenen Deutschen Soldaten. |      |
| Kriegsgräberstätte Varna               | Varna          | 81 Soldaten vom 2. Weltkrieg und Gedenktafel für Besatzung von versenktem U-Boot                                                   |      |

### Burundi
| Bezeichnung                   | Ortschaft  | Beschreibung                                                                             | Foto |
| ----------------------------- | ---------- | ---------------------------------------------------------------------------------------- | ---- |
| Kriegsgräberstätte Nyakagunda | Nyakagunda | 30 Gräber von Askari und 8 Gräber deutscher Soldaten, die zwischen 1905 und 1915 starben |      |

### Chile
| Bezeichnung              | Ortschaft | Beschreibung                                                                      | Foto |
| ------------------------ | --------- | --------------------------------------------------------------------------------- | ---- |
| La Beneficencia-Friedhof | Arica     | Hier befindet sich das Grab eines britischen Seemannes aus dem Zweiten Weltkrieg. |      |

### Volksrepublik China
| Bezeichnung                        | Ortschaft | Beschreibung | Foto |
| ---------------------------------- | --------- | --- | ---- |
| Russischer Soldatenfriedhof Dalian | Dalian    | Auf dem Friedhof sind mehr als 20.000 sowjetische Soldaten bestattet, die bei der Befreiung Nordostchinas von japanischer Besatzung fielen. |      |

### Republik China
| Bezeichnung                         | Ortschaft | Beschreibung                                | Foto |
| ----------------------------------- | --------- | ------------------------------------------- | ---- |
| Republic of China Military Cemetery | Taipei    | Gräber 9.236 nationalchinesischer Soldaten. |      |

### Dänemark
14.900 Flüchtlinge und 10.250 Soldaten aus Deutschland, die in Dänemark starben, waren zunächst auf 475 Friedhöfen bestattet. Ihr dauerndes Ruherecht wird durch ein Abkommen zwischen der Bundesrepublik Deutschland und dem Königreich Dänemark vom 3. Oktober 1962 gesichert. Um die Pflege zu sichern, wurden die deutschen Kriegstoten teilweise umgebettet und befinden sich heute auf 35 Friedhöfen.
| Bezeichnung                                                    | Ortschaft                                                                                   | Beschreibung | Foto |
| -------------------------------------------------------------- | ------------------------------------------------------------------------------------------- | --- | ---- |
| Kriegsgräberstätte Esbjerg                                     | Esbjerg, städtischer Friedhof Kirkegaard Fourfeld Gravlund                                  | Kriegsgräber des Zweiten Weltkriegs von alliierten Soldaten, deutschen Soldaten und 151 Flüchtlingen                            |      |
| Deutsche Kriegsgräberstätte Kopenhagen Bispebjerg              | Kopenhagen, Bispebjerg                                                                      | Hier befinden sich die Gräber von 594 Flüchtlingen und 370 Soldaten des Zweiten Weltkriegs aus Deutschland.                     |      |
| Deutsche Kriegsgräberstätte Kopenhagen West (Vestre Kirkegård) | Kopenhagen, Vestre Kirkegård                                                                | Hier befinden sich die Gräber von fast 10.000 Flüchtlingen und Soldaten des Zweiten Weltkriegs aus Deutschland.                 |      |
| Deutsche Kriegsgräberstätte Oksbøl                             | Oksbøl (Varde Kommune), 15 Kilometer nordwestlich von Esbjerg an der Westküste von Dänemark | Friedhof für 121 Soldaten und 1.675 Flüchtlinge, die während und nach dem Zweiten Weltkrieg im Flüchtlingslager Oksbøl starben. |      |

### Deutschland
In Deutschland befinden sich insgesamt 760.000 Gräber allein von Kriegstoten aus der Sowjetunion.
Siehe:
- Liste von Kriegsgräberstätten in Deutschland
- Sowjetische Kriegsgräberstätten in Deutschland

### Eritrea
| Bezeichnung                           | Ortschaft | Beschreibung                                                                                             | Foto |
| ------------------------------------- | --------- | --- | ---- |
| Cimitero Italiano di Asmara           | Asmara    | Italienischer Friedhof mit Teil für gefallene Soldaten des Zweiten Weltkrieges                           |      |
| British War Cemetery Asmara           | Asmara    | 263 Gräber britischer Soldaten des Zweiten Weltkrieges mit Abteilung für muslimische (indische) Soldaten |      |
| Cimitero Militare Italiano degli Eroi | Keren     | Gräber der bei der Schlacht von Keren gefallenen italienischen Soldaten                                  |      |
| Keren War Cemetery                    | Keren     | 406 Gräber der bei der Schlacht von Keren gefallenen alliierten Soldaten                                 |      |

### Estland
| Bezeichnung                       | Ortschaft     | Beschreibung | Foto |
| --------------------------------- | ------------- | --- | ---- |
| Deutsche Kriegsgräberstätte Narva | Narva (Stadt) | Sammelfriedhof in der Stadt Narva in Estland. Bestattet sind etwa 15.000 Kriegstote der deutschen Wehrmacht, gefallen am Ende des Zweiten Weltkriegs. |      |

### Finnland
In Finnland fielen etwa 15.000 deutsche Soldaten, zum Teil in Gebieten, die Finnland im Friedensvertrag von 1947 an die Sowjetunion abtreten musste. 1959 wurden die Überreste der deutschen Soldaten aus Mittel- und Südfinnland nach Helsinki-Honkanummi und aus Lappland und Oulu nach Rovaniemi zusammengeführt.
Siehe: Liste von Kriegsgräberstätten in Finnland

### Frankreich
Siehe: Liste von Kriegsgräberstätten in Frankreich, Gedenken an die Operation Overlord

### Georgien
| Bezeichnung        | Ortschaft  | Beschreibung                     | Foto |
| ------------------ | ---------- | -------------------------------- | ---- |
| Kriegsgräberstätte | Tqibuli    | Gräber von 181 Kriegsgefangenen. |      |
| Kriegsgräberstätte | Jvari Pass | Gräber von Kriegsgefangenen.     |      |

### Griechenland
| Bezeichnung                                    | Ortschaft                                         | Beschreibung | Foto |
| ---------------------------------------------- | ------------------------------------------------- | --- | ---- |
| Deutscher Soldatenfriedhof Maleme              | Maleme                                            | Bestattet sind hier 4.465 Gefallene der Luftlandeschlacht um Kreta (1941). Die Umbettung aus den verstreuten Gräbern fand 1960 statt. |      |
| Deutscher Soldatenfriedhof Dionyssos-Rapendoza | östlich von Dionysos, 30 km nordöstlich von Athen | Hier ist die Ruhestätte für etwa 10.000 deutsche Soldaten. Die Anlage wurde 1975 eingeweiht.                                          |      |

### Indien
| Bezeichnung         | Ortschaft                                                                         | Beschreibung | Foto |
| ------------------- | --------------------------------------------------------------------------------- | --- | ---- |
| Imphal War Cemetery | Imphal, in 10 km Entfernung vom Airport an der Straße Imphal-Dimapur (Highway 39) | Gräber von 1.600 Commonwealth-Soldaten (138 namenlos) des Zweiten Weltkriegs.                                                       |      |
| Kirkee War Cemetery | Khadki, nahe Pune                                                                 | 1.668 Gräber von Commonwealth-Soldaten des Zweiten Weltkriegs. Außerdem 629 unmarkierte Gräber von Opfern aus dem Ersten Weltkrieg. |      |

### Indonesien
| Bezeichnung          | Ortschaft                                         | Beschreibung                                                                                              | Foto |
| -------------------- | ------------------------------------------------- | --- | ---- |
| Ambon War Cemetery   | Insel Ambon, in der Bucht gegenüber dem Flughafen | Mehr als 2.000 Gräber, hauptsächlich von Australiern und Briten, aber auch von Niederländern und anderen. |      |
| Jakarta War Cemetery | Jakarta                                           | 954 Gräber identifizierter Kriegsopfer des Zweiten Weltkriegs.                                            |      |

### Irland
| Bezeichnung                         | Ortschaft | Beschreibung                                                                                     | Foto |
| ----------------------------------- | --------- | ------------------------------------------------------------------------------------------------ | ---- |
| Glasnevin Cemetery                  | Dublin    | Irlands größter Friedhof mit Gräbern von 208 Soldaten britischer Streitkräfte beider Weltkriege. |      |
| Grangegorman Military Cemetery      | Dublin    | 625 Gräber (3 unidentifizierte) von Soldaten beider Weltkriege.                                  |      |
| Deutscher Soldatenfriedhof Glencree | Glencree  | Hier liegen 134 Tote des Ersten und Zweiten Weltkriegs                                           |      |

### Israel
| Bezeichnung                            | Ortschaft | Beschreibung | Foto |
| -------------------------------------- | --------- | --- | ---- |
| Deutscher Soldatenfriedhof in Nazareth | Nazareth  | Auf dem Friedhof ruhen 261 deutsche Soldaten, die im Ersten Weltkrieg an der Seite des mit Deutschland verbündeten Osmanischen Reichs kämpften und an der Palästinafront in Palästina und Transjordanien ums Leben gekommen sind. |      |

### Italien
Siehe: Liste von Kriegsgräberstätten in Italien

### Japan
| Bezeichnung           | Ortschaft                      | Beschreibung                                                                      | Foto |
| --------------------- | ------------------------------ | --------------------------------------------------------------------------------- | ---- |
| Yokohama war cemetery | 9 km westlich Yokohama-Zentrum | Auf dem Friedhof befinden sich 1.555 Gräber alliierter Soldaten des Commonwealth. |      |

### Kanada
| Bezeichnung                   | Ortschaft | Beschreibung                                                                    | Foto |
| ----------------------------- | --------- | ------------------------------------------------------------------------------- | ---- |
| Friedhof Beechwood            | Ottawa    | Nationalfriedhof Kanadas. Soldatengräber in den Abschnitten 19, 27, 29 und 103. |      |
| Notre-Dame Cemetery           | Ottawa    | Gräber von 40 Kriegstoten des Ersten und 75 des Zweiten Weltkriegs.             |      |
| Kitchener German war cemetery | Kitchener | 187 Deutsche Kriegstote aus Kriegsgefangenschaft                                |      |

### Kroatien
| Bezeichnung                                      | Ortschaft | Beschreibung                                            | Foto |
| ------------------------------------------------ | --------- | ------------------------------------------------------- | ---- |
| Deutsche Kriegsgräberstätte Split                | Split     | 3200 Kriegstote des Zweiten Weltkrieges                 |      |
| Deutsche Kriegsgräberstätte Zagreb Gornje Vrapce | Zagreb    | 674 verstorbene Kriegsgefangene des Zweiten Weltkrieges |      |
| Deutsche Kriegsgräberstätte Zagreb-Mirogoi       | Zagreb    | 4432 Soldaten des Zweiten Weltkrieges                   |      |

### Lettland
| Bezeichnung                                     | Ortschaft | Beschreibung | Foto |
| ----------------------------------------------- | --------- | --- | ---- |
| Soldatenfriedhof Riga-Beberbeki                 | Babīte    | Deutscher Soldatenfriedhof der Gefallenen von 1939 bis 1945. Hier ruhen zur Zeit 6161 Soldaten. Auf diesem Friedhof sollen einmal die im Gebiet Riga sowie in den mittleren und östlichen Landesteilen Lettlands ruhenden Soldaten zusammengebettet werden. |      |
| Rigaer Brüderfriedhof                           | Rīga      | Die Gräber von etwa 2.000 Toten stammen hauptsächlich aus dem Ersten Weltkrieg und dem Lettischen Unabhängigkeitskrieg. |      |
| Soldatenfriedhof Labina                         | Demene    | Auf dem Friedhof sind 449 bekannte und 27 unbekannte deutsche sowie 11 russische Soldaten begraben. Die Toten stammen aus dem Ersten Weltkrieg. |      |
| Deutsche Kriegsgräberstätte Saldus (Frauenburg) | Saldus    | 22.900 (Stand 2021) lettische und deutsche Gefallene, verstorbene Kriegsgefangene und Flüchtlinge aus dem ehemaligen Kurland-Kessel. |      |
| Soldatenfriedhof Valka                          | Valka     | In Valka befindet sich ein deutscher Soldatenfriedhof mit Gefallenen aus dem Ersten Weltkrieg. Nach einem an der Straße angebrachten Hinweisschild sollen dort zudem Gefallene aus der Zeit von 1941 bis 1944 liegen.                                       |      |

### Libyen
| Bezeichnung                        | Ortschaft         | Beschreibung                                                                                         | Foto |
| ---------------------------------- | ----------------- | --- | ---- |
| Benghazi War Cemetery              | bei Bengasi       | |      |
| Commonwealth War Cemetery Tobruk   | bei Tobruk        | 2.282 (davon 171 nicht identifiziert) der in Libyen unter Montgomery gefallenen alliierten Soldaten. |      |
| Deutsche Kriegsgräberstätte Tobruk | bei Tobruk        | 98 % der in Libyen unter Rommel gefallenen deutschen Soldaten.                                       |      |
| Knightsbridge War Cemetery         | Acroma bei Tobruk | 3.651 Gefallene.                                                                                     |      |
| Tripoli War Cemetery               | Tripolis          | Gräber britischer Soldaten aus dem Zweiten Weltkrieg                                                 |      |

### Luxemburg
| Bezeichnung                               | Ortschaft      | Beschreibung | Foto |
| ----------------------------------------- | -------------- | --- | ---- |
| Deutsche Kriegsgräberstätte Sandweiler    | Sandweiler     | Der Soldatenfriedhof mit den Gräbern von 10.913 gefallenen deutschen Soldaten aus dem Zweiten Weltkrieg und einem Soldaten aus dem Ersten Weltkrieg. |      |
| Luxembourg American Cemetery and Memorial | Luxemburg-Hamm | Auf dem Gelände befinden sich 5.076 Gräber. Neben den US-Soldaten des Zweiten Weltkriegs wurde hier auch General George S. Patton bestattet.         |      |

### Marokko
| Bezeichnung                 | Ortschaft | Beschreibung                                                                 | Foto |
| --------------------------- | --- | ---------------------------------------------------------------------------- | ---- |
| Ben M’Sik European Cemetery | 6 km südlich des Zentrums von Casablanca, zwischen der Straße nach Marrakesch und einer Straße namens Oulad Zianc | Gräber von 38 Commonwealth-Soldaten (1 namenlos) und 2 anderer Nationalität. |      |

### Montenegro
| Bezeichnung                           | Ortschaft                                                            | Beschreibung                                               | Foto |
| ------------------------------------- | -------------------------------------------------------------------- | ---------------------------------------------------------- | ---- |
| Deutsche Kriegsgräberstätte Podgorica | Podgorica. Auf einem Militärgelände unweit des Flughafens Golubovci. | Gräber von 64 deutschen Gefallenen des Zweiten Weltkriegs. |      |

### Myanmar
| Bezeichnung               | Ortschaft                               | Beschreibung | Foto |
| ------------------------- | --------------------------------------- | --- | ---- |
| Thanbyuzayat War Cemetery | Thanbyuzayat, 64 km südlich Mawlamyaing | 2.995 Gräber von Kriegsgefangenen des Commonwealth, aus den Niederlanden und den USA, die beim Bau der sog. Todeseisenbahn durch die Japaner eingesetzt waren. |      |

### Namibia
In Namibia gibt es mehr als 30 große deutsche Kriegsgräberstätten, die von der Kriegsgräberfürsorge gepflegt werden. Hinzu kommen Stätten der gefallenen Einheimischen, vor allem Herero und Nama.
| Bezeichnung                                              | Ortschaft           | Beschreibung                                                       | Foto |
| -------------------------------------------------------- | ------------------- | ------------------------------------------------------------------ | ---- |
| Friedhof Grootfontein                                    | Grootfontein        | 4 Soldaten aus dem Ersten und 4 Soldaten aus dem Zweiten Weltkrieg |      |
| Friedhof Swakopmund                                      | Swakopmund          |                                                                    |      |
| Kriegsfriedhof in Koës                                   | Koës                | Aufstand der Herero und Nama ab 1904                               |      |
| Deutsche Kriegsgräber auf dem britischen Friedhof Gibeon | Gibeon              | 6 Deutsche Soldaten des Ersten Weltkrieges                         |      |
| Soldatenfriedhof bei Seeis                               | Seeis               |                                                                    |      |
| Soldatenfriedhof am Waterberg                            | Waterberg           | Aufstand der Herero und Nama ab 1904                               |      |
| Friedhof Mooifontain                                     | bei Helmeringhausen |                                                                    |      |
| Leutwein-Friedhof                                        | Windhoek            | 31 Tote Soldaten des Ersten Weltkrieges                            |      |
| Naulila-Friedhof                                         | Outjo               | 15 Tote Soldaten des Ersten Weltkrieges                            |      |
| Rheinischer Missionsfriedhof Okahandja                   | Okahandja           | 82 Tote des Ersten Weltkrieges                                     |      |

### Neukaledonien
| Bezeichnung                      | Ortschaft                                | Beschreibung                                           | Foto |
| -------------------------------- | ---------------------------------------- | ------------------------------------------------------ | ---- |
| Bourail New Zealand War Cemetery | Bourail, Collectivité Nouvelle-Calédonie | 246 (4 namenlos) Gräber von Soldaten des Commonwealth. |      |

### Neuseeland
| Bezeichnung        | Ortschaft                                     | Beschreibung                                                | Foto |
| ------------------ | --------------------------------------------- | ----------------------------------------------------------- | ---- |
| Waikumete Cemetery | In Glen Eden, einem Vorort von Waitakere City | 284 neuseeländische Opfer des Ersten und Zweiten Weltkriegs |      |

### Niederlande
| Bezeichnung                                | Ortschaft         | Beschreibung | Foto |
| ------------------------------------------ | ----------------- | --- | ---- |
| Arnhem Oosterbeek War Cemetery             | Renkum-Oosterbeek | Gräber von 1.759 alliierten Gefallenen, insbesondere Briten, die 1944 in der Schlacht um Arnheim oder im folgenden Jahr starben. |      |
| Deutscher Soldatenfriedhof Ysselsteyn      | Ysselsteyn        | Einziger deutscher Soldatenfriedhof in den Niederlanden mit allen dort gefallenen Deutschen (31.598). |      |
| Netherlands American Cemetery and Memorial | Margraten         | etwa 8.800 Gefallene der US-Streitkräfte |      |
| Groesbeek Canadian War Cemetery            | Groesbeek         | Friedhof mit 2619 Grabmalen, mehrheitlich für kanadische Soldaten |      |
| Russische Kriegsgräberstätte Leusden       | Leusden           | 865 Soldaten der Sowjetarmee, die meisten als Kriegsgefangene, Zwangsarbeiter oder Mitglieder der Ostlegionen in den Niederlanden gefallen sind. |      |
| Georgische Kriegsgräberstätte Loladse      | Texel             | 476 Georgische Soldaten der Georgischen Legion die gegen Kriegsende versucht haben, die Insel Texel zu erobern durch Wehrmachtsverbände vor Ort anzugreifen. Der Aufstand wurde blutig niedergeschlagen. Das Gefecht dauerte bis zum 20. Mai, Wochen nachdem die Wehrmacht sich ergeben hatte. |      |

### Nordkorea
| Bezeichnung                    | Ortschaft | Beschreibung                                                                  | Foto |
| ------------------------------ | --------- | ----------------------------------------------------------------------------- | ---- |
| Friedhof der Revolutionshelden | Pjöngjang | Mehr als 100 Gräber von Kämpfern gegen die japanische Okkupation (1910–1945). |      |

### Nordmazedonien
| Bezeichnung                         | Ortschaft                                                                                          | Beschreibung | Foto |
| ----------------------------------- | -------------------------------------------------------------------------------------------------- | --- | ---- |
| Deutsche Kriegsgräberstätte Bitola  | in der Stadt Bitola in Nordmazedonien auf einer Anhöhe am Rande des städtischen Friedhofs Bitola   | Sammelfriedhof für die im Ersten Weltkrieg in Mazedonien gefallenen deutschen Soldaten.                                                                       |      |
| Deutsche Kriegsgräberstätte Prilep  | in der Stadt Prilep in Nordmazedonien auf einer Anhöhe am Rande des städtischen Friedhofs Prilep   | Sammelfriedhof für die im Ersten Weltkrieg und im Zweiten Weltkrieg in Mazedonien gefallenen deutschen Soldaten, sowie bulgarische und ungarische Kriegstote. |      |
| Deutsche Kriegsgräberstätte Gradsko | in der Stadt Gradsko in Nordmazedonien auf einer Anhöhe am Rande des städtischen Friedhofs Gradsko | Sammelfriedhof für die im Ersten Weltkrieg in Mazedonien gefallenen deutschen Soldaten.                                                                       |      |

### Norwegen
Auf norwegischem Boden wurden während des Zweiten Weltkriegs 11.500 deutsche Soldaten bestattet, zunächst in 240 Ortschaften. Im Oktober 1953 wurde die Zusammenführung auf fünf deutsche Soldatenfriedhöfe beschlossen.
| Bezeichnung                                             | Ortschaft                                                                              | Beschreibung                                                                           | Foto |
| ------------------------------------------------------- | -------------------------------------------------------------------------------------- | -------------------------------------------------------------------------------------- | ---- |
| Deutsche Kriegsgräberstätte Bergen-Solheim              | Innerhalb des Städtischen Friedhofs von Bergen-Solheim                                 | 1.061 Einzelgräber und 24 Tote in einem Sammelgrab.                                    |      |
| Deutscher Soldatenfriedhof Botn-Rognan                  | Zwei Kilometer nördlich von Rognan an der E6, in der innersten Bucht des Saltdalfjords | 2.742 deutsche Soldatengräber.                                                         |      |
| Deutscher Soldatenfriedhof Oslo-Alfaset                 | Oslo-Alfaset                                                                           | Auf dem Friedhof ruhen 96 Deutsche aus dem Ersten und 3.112 aus dem Zweiten Weltkrieg. |      |
| Deutsche Kriegsgräberstätte Narvik                      | Innerhalb des städtischen Friedhofs von Narvik oberhalb des Rombaksfjords              | Gräber von 1.474 deutschen Gefallenen.                                                 |      |
| Russische Kriegsgräberstätte Tjøtta                     | Tjøtta                                                                                 | Ruhestätte für 8.000 russische Soldaten.                                               |      |
| Internationale Kriegsgräberstätte Tjøtta                | Tjøtta                                                                                 | Unter anderen ruhen hier die Opfer des versenkten Schiffs Rigel.                       |      |
| Commonwealth War Graves section im Hauptfriedhof Tromsø | Tromsø                                                                                 | 37 Gräber (3 namenlos) von alliierten Soldaten.                                        |      |
| Deutscher Soldatenfriedhof Trondheim-Havstein           | Trondheim, in der Nähe der Havstein-Kirche                                             | Gräber von 2.992 deutschen Gefallenen des Zweiten Weltkriegs.                          |      |

### Österreich
| Bezeichnung                               | Ortschaft                | Beschreibung | Foto |
| ----------------------------------------- | ------------------------ | --- | ---- |
| Commonwealth Kriegsfriedhof in Klagenfurt | Klagenfurt am Wörthersee | Soldaten des Commonwealth aus dem Zweiten Weltkrieg. |      |
| Soldatenfriedhof Braunau-Haselbach        | Braunau am Inn           | Etwa 1500 Kriegstote wurden hier 1915–1918 bestattet. Dazu kommen 56 Opfer des Zweiten Weltkrieges sowie Frauen und Männer aus der Sowjetunion, die in den Jahren 1941–1945 starben.                                                     |      |
| Soldatenfriedhof am Semmering             | Semmering                | Auf diesem Friedhof ruhen 286 deutsche Soldaten des Krieges |      |
| Soldatenfriedhöfe in Freistadt            | Freistadt                | |      |
| Soldatenfriedhof Jaunitzbachtal           | Freistadt                | |      |
| K.u.k. Militärfriedhof Pradl              | Innsbruck                | |      |
| Sowjetischer Soldatenfriedhof in Perg     | Perg                     | Hier liegen 31 Sowjetsoldaten begraben, darunter mindestens 9 KZ-Häftlinge (Sowjetsoldaten) aus dem KZ Ebensee. |      |
| Soldatenfriedhof in Mauthausen            | Mauthausen               | Auf dem Soldatenfriedhof sind 10.845 Soldaten aus dem ersten und 5.212 Kriegstote aus dem Zweiten Weltkrieg bestattet |      |
| Soldatenfriedhof Neckenmarkt              |                          | |      |
| Soldatenfriedhof Oberwölbling             | Oberwölbling             | |      |
| Soldatenfriedhof Kreuztratte              | Kötschach-Mauthen        | An der Plöckenpass Straße liegt der Heldenfriedhof. Hier sind 591 Kriegstote des Ersten Weltkrieges beigesetzt. |      |
| Soldatenfriedhöfe Angerbachtal            | Kötschach-Mauthen        | In der Nähe der Plöckenpass Straße im Angerbachtal befinden sich sechs weitere Soldatenfriedhöfe mit Gefallenen der Kämpfe um den Plöckenpass. Bei der Gedächtniskapelle in der Nähe des Plöckenhauses befindet sich zudem ein Beinhaus. |      |
| Gruppe 97 auf dem Wiener Zentralfriedhof  | Wien                     | Der deutsche Soldatenfriedhof ist mit 7.297 Kriegstoten die größte Kriegsgräberstätte des Zweiten Weltkrieges in Österreich. |      |

### Papua-Neuguinea
| Bezeichnung               | Ortschaft                   | Beschreibung                                                                                              | Foto |
| ------------------------- | --------------------------- | --- | ---- |
| Port Moresby War Cemetery | 18 km nördlich Port Moresby | 3.824 Gräber alliierter Soldaten (699 nicht identifiziert) des Commonwealth aus Kämpfen mit den Japanern. |      |

### Peru
| Bezeichnung              | Ortschaft | Beschreibung                    | Foto |
| ------------------------ | --------- | ------------------------------- | ---- |
| British Cemetery, Callao | Callao    | Der Friedhof besteht seit 1834. |      |

### Polen
In Polen bestehen 550 Friedhöfe mit deutschen Gräbern des Ersten Weltkrieges, die unter Denkmalschutz stehen. Insgesamt sind dem Volksbund circa 19.000 Grablageorte bekannt.
| Bezeichnung                              | Ortschaft                           | Beschreibung | Foto |
| ---------------------------------------- | ----------------------------------- | --- | ---- |
| Sowjetischer Militärfriedhof in Warschau | Warschau                            | Der Friedhof besteht seit 1946. Hier sind 21.668 sowjetische Offiziere und Soldaten beerdigt, die im Kampf um Warschau 1944 und 1945 fielen. |      |
| Ehrenfriedhof Arys                       | Orzysz (deutsch: Arys)              | Russische und deutsche Gefallene des Gefechts von Arys am 7. und 8. September 1914. |      |
| Ehrenfriedhof Jägerhöhe                  | Węgorzewo (Angerburg)               | Ruhestätte für 344 deutsche und 234 russische Soldaten aus der Winterschlacht in Masuren und anderen Kämpfen des Ersten Weltkriegs. |      |
| Sowjetischer Militärfriedhof Kanopkeberg | Węgorzewo (Angerburg)               | Soldatenfriedhof des Zweiten Weltkriegs. |      |
| Italienischer Militärfriedhof Breslau    | Breslau (Wrocław)                   | Italienische Soldaten der Zwölften Isonzoschlacht des Ersten Weltkrieges, die in Breslau im Kriegsgefangenenlager starben. |      |
| Französischer Militärfriedhof Bydgoszcz  | Bydgoszcz (Bromberg)                | Französische Soldaten des Deutsch-Französischen Krieges, die in Bromberg im Kriegsgefangenenlager starben. |      |
| Ehrenfriedhof Lahna                      | Łyna (Lahna)                        | 56 Soldaten der deutschen Armee und 89 Soldaten der russischen Armee – Schlacht bei Tannenberg (1914). |      |
| Lidzbark Warmiński War Cemetery          | Lidzbark Warmiński (Heilsberg)      | Hier wurden rund 2.800 Kriegsgefangene des Ersten Weltkrieges aus dem deutschen Kriegsgefangenenlager Heilsberg beigesetzt. Zum größten Teil waren hier russische Kriegsgefangene interniert sowie eine kleine Zahl britischer Kriegsgefangener. |      |
| Malbork Commonwealth War Cemetery        | Talusy (Marienburg)                 | Insgesamt 245 Gräber britischer Soldaten. |      |
| Ehrenfriedhof Orlau                      | Orłowo (Orlau)                      | Beigesetzt sind 329 Soldaten der deutschen Armee (57 unbekannt) und 1.101 Soldaten der russischen Armee der Schlacht bei Tannenberg (1914). |      |
| Soldatenfriedhof Thalussen               | Talusy (Thalussen)                  | Auf dem Gelände ruhen 79 deutsche und 278 russische Soldaten, die bei der großen Winterschlacht in Masuren am 14. Februar 1915 gefallen sind. |      |
| Friedhof der 1. Polnischen Armee         | Stare Łysogórki (Alt-Lietzegöricke) | Letzte Ruhestätte für ca. 2000 Soldaten der 1. Polnischen Armee, die während der Kämpfe um den Oderübergang 1945 starben |      |
| Ehrenfriedhof Waplitz                    | Waplewo (Waplitz)                   | Hier ruhen 433 Soldaten der deutschen und 203 Soldaten der russischen Armee. Sie sind Gefallene des Gefechts von Waplitz vom 28. August 1914, eines Ereignisses der Schlacht von Tannenberg.                                                     |      |
| Italienischer Militärfriedhof Warschau   | Warschau                            | Gräber von 898 italienischen Soldaten beider Weltkriege. |      |

#### Zentrale deutsche Kriegsgräberstätten in Polen
In Polen entstehen, nach den Verträgen des Jahres 1989, zehn zentrale Zubettungsfriedhöfe.
| Bezeichnung                                                       | Ortschaft                                       | Beschreibung | Foto |
| ----------------------------------------------------------------- | ----------------------------------------------- | --- | ---- |
| Kriegsgräberstätte Stare Czarnowo                                 | Glinna (Glien) bei Stare Czarnowo (Neumark)     | 20.000 deutsche Kriegstote der Region. In einem separaten Gräberfeld 2116 zivile Opfer aus dem ehemaligen Marienburg in Westpreußen. Einweihung 2006. |      |
| Deutsche Kriegsgräberstätte Bartossen (Bartosze)                  | Bartosze bei Ełk (Lyck)                         | 13.824 Kriegstote aus Ostpreußen, Einweihung 2003. |      |
| Kriegsgräberstätte Danzig                                         | Gdańsk (Danzig)                                 | Gefallene der Welt- und früherer Kriege, Gedenkstätte für die aufgelösten Zivilgräber, Einweihung 2003.                                               |      |
| Kriegsgräberstätte Posen                                          | Poznań-Miłostowo (Posen)                        | 14.645 deutsche Kriegstote (Stand 2011), Einweihung 1994.                                                                                             |      |
| Kriegsgräberstätte Nadolice Wielkie                               | Nadolice Wielkie (Groß-Nädlitz)                 | 12.500 Kriegstote der Region Breslau. Park pokoju (Friedenspark) Einweihung 2002.                                                                     |      |
| Kriegsgräberstätte Laurahütte / Siemianowice                      | Siemianowice Śląskie (Laurahütte) bei Kattowitz | 31.000 deutsche Kriegstote (Stand 2011), Einweihung 1998.                                                                                             |      |
| Kriegsgräberstätte Przemyśl                                       | Przemyśl                                        | 5.000 deutsche Kriegstote (Stand 2011), Einweihung 1992.                                                                                              |      |
| Kriegsgräberstätte Puławy                                         | Góra Puławska bei Puławy                        | 20.981 deutsche Kriegstote, Einweihung 2000. |      |
| Deutsches Kriegsgräberfeld auf dem Kommunalfriedhof Warschau Nord | Warszawa (ul. Wóycickiego)                      | 340 Gefallene, Einweihung 1991. |      |

### Russland
| Bezeichnung                                     | Ortschaft                                                                     | Beschreibung | Foto           |
| ----------------------------------------------- | ----------------------------------------------------------------------------- | --- | -------------- |
| Deutsche Kriegsgräberstätte Baltijsk            | Baltijsk (früher: Pillau)                                                     | Ruhestätte von circa 20.000 deutschen Kriegstoten des Zweiten Weltkriegs. Sammelfriedhof für die Kriegstoten im Gebiet der Frischen Nehrung und bei Pillau.                                                         |                |
| Deutsche Soldatenfriedhof Germau                | Russkoje (früher: Germau)                                                     | Ruhestätte von mehr als 4.600 Kriegstote. Sammelfriedhof für die Kriegstoten im Gebiet Samland. |                |
| Deutscher Soldatenfriedhof Insterburg           | Tschernjachowsk (früher: Insterburg)                                          | Ruhestätte von circa 9000 deutschen Gefallenen des Ersten und Zweiten Weltkriegs. Sammelfriedhof für im östlichen Teil Ostpreußens gefallene Deutsche.                                                              |                |
| Deutsche Kriegsgräberstätte Sologubowka         | 70 Kilometer von Sankt Petersburg in Sologubowka (Ortsteil Lezje)             | Sammelfriedhof für bis zu 80.000 gefallene deutsche Soldaten des Zweiten Weltkriegs. |                |
| Deutsche Kriegsgräberstätte Duchowschtschina    | Duchowschtschina. Der Friedhof liegt 60 Kilometer östlich von Smolensk.       | Sammelfriedhof für deutsche Kriegsgefallene des Zweiten Weltkriegs im damaligen Mittelabschnitt der Ostfront mit einer Kapazität von 70.000 Gräbern.                                                                |                |
| Russische Kriegsgräberstätte Duchowschtschina   | Duchowschtschina                                                              | |                |
| Kriegsgräberstätte Kaliningrad – Sammelfriedhof | Kaliningrad (früher: Königsberg)                                              | Hier ruhen 4.000 bis 5.000 Bombenopfer und ausländische Kriegsgefangene des Zweiten Weltkriegs. Weiter wurden nach 2001 11.700 Kriegstote aus dem Stadtgebiet von Kaliningrad und der weiteren Umgebung zugebettet. |                |
| Deutsche Kriegsgräberstätte Korpowo             |                                                                               | |                |
| Deutsche Kriegsgräberstätte Kursk-Besedino      | Kursk-Bessedino                                                               | Sammelfriedhof für 37.000 (2009) deutsche Kriegstote der Kämpfe im Kursker Bogen (Unternehmen Zitadelle). | Weitere Bilder |
| Kriegsgräberstätte Petschenga                   | Oblast Murmansk                                                               | |                |
| Deutsche Kriegsgräberstätte Rossoschka          | 37 Kilometer nordwestlich des Stadtzentrums von Wolgograd am Fluss Rossoschka | Sammelfriedhof für die Gefallenen im Gebiet von Wolgograd bis Rostow am Don und zwischen Wolga und Don. |                |
| Russische Kriegsgräberstätte Rossoschka         | 37 Kilometer nordwestlich des Stadtzentrums von Wolgograd am Fluss Rossoschka | Der Friedhof für 3.000 sowjetische Gefallene mit Unterstützung des Volksbundes Deutsche Kriegsgräberfürsorge angelegt.                                                                                              |                |
| Deutsche Kriegsgräberstätte Rshew               | An der Straße P87 an der Stadteinfahrt von Rschew am Oberlauf der Wolga       | Sammelfriedhof für (Stand 2014) 26.000 im Zweiten Weltkrieg gefallene deutsche Soldaten. |                |
| Deutsche Kriegsgräberstätte Sebesh              | 100 Kilometer südlich von Pskow                                               | Sammelfriedhof für (Stand 2012) 30.000 im Zweiten Weltkrieg gefallene deutsche Soldaten. |                |
| Churkin Russian Naval Cemetery                  | Wladiwostok                                                                   | Je 14 Gräber von britischen und kanadischen Soldaten. |                |

### Schweden
| Bezeichnung                                      | Ortschaft                                                | Beschreibung | Foto |
| ------------------------------------------------ | -------------------------------------------------------- | --- | ---- |
| Pålsjö krigskyrkogård                            | Helsingborg, innerhalb des Pålsjö kyrkogård              | Gräber von Kriegstoten verschiedener Nationen: 93 Deutsche, 36 Briten, 9 Kanadier, 2 Australier. Gedenkstein für polnische KZ-Opfer.                            |      |
| Gefallenengedenkstätte Kviberg                   | Auf dem Friedhof Kvibergs kyrkogård, Göteborg            | Deutsche Gefallene des Ersten und des Zweiten Weltkriegs. Hier ruht die Besatzung des am 9. April 1945 versenkten deutschen U-Boots U 843.                      |      |
| Gefallenengedenkstätte Östergarn                 | Auf dem Friedhof der Kirche von Östergarn, Insel Gotland | Deutsche Gefallene des Ersten Weltkriegs. |      |
|                                                  | Haparanda                                                | Deutsche Gefallene des Ersten Weltkriegs. |      |
|                                                  | Öckero bei Göteborg                                      | Deutsche Gefallene des Ersten und des Zweiten Weltkriegs. |      |
| Deutsche Kriegsgräberstätte Stensholmen (Schäre) | Stensholmen nahe Fjällbacka                              | Auf der Schäre Stensholmen ruhen zwölf deutsche Gefallene aus dem Ersten Weltkrieg, zu den sechs Opfern der Skagerrakschlacht gehört Johann Kinau (Gorch Fock). |      |
|                                                  | Stenkyra                                                 | Ein deutscher Gefallener des Ersten Weltkrieges und sieben deutsche Gefallene des Zweiten Weltkriegs.                                                           |      |
| Gemeindefriedhof Trelleborg                      | Trelleborg                                               | Zehn deutsche Kriegstote des Ersten Weltkriegs und 103 Kriegstote des Zweiten Weltkriegs.                                                                       |      |

### Schweiz
| Bezeichnung                                       | Ortschaft            | Beschreibung | Foto |
| ------------------------------------------------- | -------------------- | --- | ---- |
| Denkmal für deutsche Soldaten im Ersten Weltkrieg | Chur, Friedhof Daleu | Auf dem Friedhof Daleu steht das einzige bekannte nationalsozialistische Denkmal der Schweiz: ein 1938 vom Volksbund Deutsche Kriegsgräberfürsorge aufgestelltes Grabmal für 16 deutsche Soldaten des Ersten Weltkriegs, interniert in Chur. |      |

### Serbien
| Bezeichnung                             | Ortschaft | Beschreibung | Foto |
| --------------------------------------- | --------- | --- | ---- |
| Deutsche Kriegsgräberstätte Banovo Brdo | Belgrad   | Auf der Kriegsgräberstätte im Südwesten von Belgrad ruhen etwa 2.600 Gefallene des Ersten Weltkriegs und etwa 2.000 Gefallene aus der Zeit von 1941–1944 des Zweiten Weltkriegs. |      |

### Slowakei
| Bezeichnung             | Ortschaft            | Beschreibung | Foto |
| ----------------------- | -------------------- | --- | ---- |
| Kriegsfriedhof Kopčany  | Kopčany              | Der Kriegsfriedhof Kopčany entstand 1916 in der Nähe des Militärkrankenhauses für Soldaten der k.k. Monarchie.                          |      |
| Ružinovský cintorín     | Ružinov (Bratislava) | Auf dem Friedhof ruhen etwa 960 deutsche Soldaten, die Ende des Zweiten Weltkrieges in der Nähe von Bratislava ums Leben gekommen sind. |      |
| Soldatenfriedhof Slavín | Bratislava           | Auf dem Friedhof ruhen 6.845 Sowjetsoldaten, daneben ist ein großes Ehrenmal.                                                           |      |

### Slowenien
| Bezeichnung                        | Ortschaft | Beschreibung | Foto |
| ---------------------------------- | --------- | --- | ---- |
| Deutsche Kriegsgräberstätte Tolmin | Tolmin    | Die Deutsche Kriegsgräberstätte Tolmin liegt am Isonzo in der Nähe der Stadt Tolmin in Slowenien. In ihr ruhen 946 deutsche Soldaten der Isonzoschlachten des Ersten Weltkriegs. |      |

### Spanien
| Bezeichnung                      | Ortschaft | Beschreibung | Foto |
| -------------------------------- | --- | --- | ---- |
| Soldatenfriedhof Cuacos de Yuste | auf halbem Weg zwischen dem Dorf Cuacos de Yuste und dem Kloster San Jerómino de Yuste in der Provinz Cáceres (Extremadura) an der Südflanke der Sierra de Gredos | Deutsche Gefallene des Ersten Weltkriegs und des Zweiten Weltkriegs: 26 Soldaten und Matrosen des U-Bootes U 39 des Ersten Weltkriegs und 154 Matrosen von U-Booten oder anderen deutschen Kriegsschiffen sowie Besatzungsmitglieder von über Spanien abgestürzten Flugzeugen. |      |

### Spratly-Inseln
| Bezeichnung                      | Ortschaft                            | Beschreibung | Foto |
| -------------------------------- | ------------------------------------ | ------------ | ---- |
| Vietnamesischer Soldatenfriedhof | Central London Reef, Spratly Islands |              |      |

### Südafrika
| Bezeichnung                   | Ortschaft         | Beschreibung                                                                                      | Foto |
| ----------------------------- | ----------------- | ------------------------------------------------------------------------------------------------- | ---- |
| Cape Town (Maitland) Cemetery | Kapstadt-Maitland | 964 Gräber von Commonwealth-Angehörigen, davon 436 aus dem Ersten Weltkrieg, 528 aus dem Zweiten. |      |

### Südkorea
| Bezeichnung                      | Ortschaft | Beschreibung                                                    | Foto |
| -------------------------------- | --------- | --------------------------------------------------------------- | ---- |
| United Nations Memorial Cemetery | Busan     | Der Welt einziger UN-Friedhof mit 2.300 Opfern des Koreakriegs. |      |

### Tschechische Republik
| Bezeichnung                             | Ortschaft         | Beschreibung                                                     | Foto |
| --------------------------------------- | ----------------- | ---------------------------------------------------------------- | ---- |
| Stadtfriedhof von Walachisch Meseritsch | Valašské Meziříčí | 3.100 Kriegstote des Zweiten Weltkriegs aus dem Raum Nordmähren. |      |

### Tunesien
| Bezeichnung                    | Ortschaft    | Beschreibung                                            | Foto |
| ------------------------------ | ------------ | ------------------------------------------------------- | ---- |
| Soldatenfriedhof Bordj Cedria  | Bordj Cedria | 8.562 deutsche Soldaten des Zweiten Weltkriegs.         |      |
| North Africa American Cemetery | Tunis        | 2.841 US-amerikanische Soldaten des Zweiten Weltkriegs. |      |

### Türkei
| Bezeichnung                                    | Ortschaft           | Beschreibung                                            | Foto |
| ---------------------------------------------- | ------------------- | ------------------------------------------------------- | ---- |
| Türkische und Soldatenfriedhöfe der Alliierten | Halbinsel Gallipoli | Mehr als 100.000 Gefallene der Schlachten um Gallipoli. |      |

### Ukraine
| Bezeichnung                     | Ortschaft      | Beschreibung | Foto |
| ------------------------------- | -------------- | --- | ---- |
| Soldatenfriedhof Bronnyky       | Bronnyky       | Hier ruhen 202 Gefallene. Die Anlage wurde im Rahmen der Städtepartnerschaft Bronniki-Oberviechtach (Bayern) von privater Hand instand gesetzt. Der Volksbund übernahm ab 2000 die Pflege der Anlage. |      |
| Soldatenfriedhof Tschernewe     | Tschernewe     | Namenlose Soldaten der k.u.k. Österreichisch-Ungarischen 3. Armee von 1914 und 1915 |      |
| Soldatenfriedhof Iwano-Frankowe | Iwano-Frankowe | Viele namenlose Soldaten der k.u.k. Österreichisch-Ungarischen 3. Armee von 1914 |      |
| Soldatenfriedhof Hlynsk         | Hlynsk         | Grabanlage für Gefallene im Ersten Weltkrieg |      |
| Kriegsgräberstätte Kropywnyzkyj | Kropywnyzkyj   | In der ukrainischen Großstadt Kropywnyzkyj, die bis 2016 Kirowograd hieß, hat der Volksbund einen zentralen Soldatenfriedhof für Gefallene des Zweiten Weltkrieges angelegt. |      |
| Stadtfriedhof Kowel             | Kowel          | Grabanlage für Gefallene im Ersten Weltkrieg auf dem Stadtfriedhof Kowel |      |
| Soldatenfriedhof Potelytsch     | Potelytsch     | Es werden hier alle Toten aus dem Lemberger Gebiet zugebettet. Bisher haben hier mehr als 13.000 Tote ihre letzte Ruhestätte gefunden |      |
| Soldatenfriedhof Schowtanzi     | Schowtanzi     | Friedhof für die im Ersten Weltkrieg in der Nähe von Schowtanzi gefallenen Soldaten der Österreichisch-Ungarischen Armee sowie mehrere russische Massengräber. Im Juni 2017 wurde der auf Initiative des Kaiserschützenbundes Tirol 1921 renovierte Soldatenfriedhof von Shovtanzi in Zhovtantsyamy Remenovom in der Nähe von Lemberg feierlich eingeweiht. |      |
| Kaiserjägerfriedhof Hijtsche    | Hijtsche       | Friedhof für die im Ersten Weltkrieg hier gefallenen Kaiserjäger der Österreichisch-Ungarischen Armee |      |
| Gräberanlage Tatariw (Kreminzi) | Tatariw        | Diese Grabanlage wird vom schwarzen Kreuz Wien erhalten. |      |

### Vereinigtes Königreich
| Bezeichnung                               | Ortschaft                                 | Beschreibung                                                                                  | Foto |
| ----------------------------------------- | ----------------------------------------- | --------------------------------------------------------------------------------------------- | ---- |
| Bowmore New Parish Churchyard             | Bowmore                                   | 65 britische Opfer beider Weltkriege, 3 Ausländer und 2 Zivilisten.                           |      |
| Argentinischer Soldatenfriedhof           | Darwin, Falklandinseln                    | Argentinische Gefallene des Falklandkriegs.                                                   |      |
| Argentine Military Cemetery               | Ostfalkland, westlich Darwin              | 412 Gräber argentinischer Soldaten (davon 112 unbekannt) aus dem Falklandkrieg 1982.          |      |
| Deutsche Kriegsgräberstätte Cannock Chase | Staffordshire in den Midlands von England | Sammelfriedhof für 2143 Tote aus dem Ersten Weltkrieg und 2797 Tote aus dem Zweiten Weltkrieg |      |

### Vereinigte Staaten
Weitere Besonderheiten werden unter United States National Cemetery aufgeführt.
| Bezeichnung                               | Ortschaft                              | Beschreibung                                                                                          | Foto |
| ----------------------------------------- | -------------------------------------- | --- | ---- |
| Nationalfriedhof Arlington                | Arlington County, Virginia             | Der Friedhof wurde 1864 gegründet. Hier wurden 260.000 Tote beigesetzt.                               |      |
| Golden Gate National Cemetery             | San Bruno, 20 km südlich San Francisco | 137.435 Gräber gefallener Amerikaner (2005).                                                          |      |
| Fredericksburg National Cemetery          | Fredericksburg, Virginia               | Hier sind rund 3.300 Opfer des Sezessionskrieges auf der Seite der Confederate States Army bestattet. |      |
| National Memorial Cemetery of the Pacific | Honolulu, 2177 Puowaina Drive          | Hier sind vorwiegend US-amerikanische Opfer des Pazifikkrieges bestattet.                             |      |